# جامعه اقتصادی منطقه‌ای
جامعه اقتصادی منطقه‌ای (REC) (به انگلیسی: Regional Economic Communities) ، مجامع اقتصادی منطقه‌ای در مناطق آفریقا هستند که با هدف هم‌افزایی اقتصادی بیشتر تشکیل شدند،که به آن‌ها بلوک‌های سازنده اتحادیه آفریقا گفته می‌شود این مجامع همچنین هسته مرکزی طرح‌های استراتژیک برای اجرای طرح مشارکت نوین جهت توسعه آفریقا (NEPAD) به‌شمار می‌روند.

## لیست مجموعه اقتصادی منطقه‌ای
در حال حاضر هشت REC توسط اتحادیه آفریقا شناسایی شده‌است که هر کدام ذیل معاهده‌های منطقه‌ای مجزا هستند این گروه‌ها به شرح زیر است:
1. اتحادیه مغرب عربی (AMU)2) بازار مشترک برای آفریقای جنوبی و شرقی (COMESA)
2. جامعه دولتهای ساحل-صحرا (CEN-SAD)
3. جامعه شرق آفریقا (EAC)
4. جامعه اقتصادی کشورهای آفریقای مرکزی(ECCAS)
5. جامعه اقتصادی دولتهای غرب آفریقا (ECOWAS)
6. حاکمیت میان دولتها برای توسعه (IGAD)
7. جامعه توسعه جنوب آفریقا (SADC)

## پیشینه
از آغاز تشکیل سازمان اتحاد آفریقا در ۱۹۶۳ نیاز برای هم افزایی اقتصادی آفریقا به عنوان پیش نیازی برای توسعه اقتصادی مطرح شد در ۱۹۸۰ طرح اقدام لاگوس برای توسعه آفریقا که پس از معاهده ۱۹۹۱ جامعه اقتصادی آفریقا (همان معاهده آبوجا) پیشنهاد کرد که جوامع اقتصادی منطقه‌ای مبتنی برهم افزایی آفریقایی و یک جدول زمانی منطقه به جهت هم افزایی ایجاد شود این معاهده فرصتی را برای تشکیل جوامع اقتصادی آفریقایی از طریق یک فرایند تدریجی طی ۳۴ سال و شش مرحله برای مثال تا سال ۲۰۲۸ ایجاد کرد.
ماده ۸۸ معاهده آبوجا بنیاد جامعه اقتصادی آفریقا حاصل تجمیع جوامع اقتصادی منطقه‌ای می‌باشد که با هدف تشکیل یک سازوکار اقتصادی تمام قاره ای به عنوان هدف نهایی فعالیت‌های جوامع اقتصادی منطقه کنونی می‌باشد که در این راستا یک پروتکل رابطه میان جامعه اقتصادی آفریقا و جوامع اقتصادی منطقه‌ای در ۲۵ فوریه ۱۹۹۸ اجرایی شد.
در سال ۲۰۰۰ نشست مشترک جامعه اقتصادی آفریقا و سازمان اتحادیه آفریقا در لومه تشکیل شد در این نشست اساسنامه اتحادیه آفریقا اتخاذ شد که رسماً جایگزین اساسنامه سازمان اتحادیه آفریقا در سال ۲۰۰۲ گردید نشست آخر سازمان اتحاد آفریقا از ۹ تا ۱۱ ژوئیه ۲۰۰۱ اساسنامه جوامع اقتصادی منطقه‌ای اتحادیه آفریقا را تأیید کرده و بر نیاز مشارکت نزدیک در تشکیل و اجرای تمام برنامه‌های اتحادیه تأکید در آن واحد ساختار کنونی جوامع اقتصادی منطقه‌ای بسیار وضعیت مطلوب دانسته شد که عضویت‌های همپوشان زیادی داشت در نشست MAPATUOدر سال ۲۰۰۳ از کمیسیون اتحادیه آفریقا درخواست شد فرایند آماده‌سازی یک پیش‌نویس پروتکلی در خصوص روابط میان اتحادیه آفریقا و جوامع اقتصادی منطقه اقتصادی چهار منطقه محور نشست ژوئیه سال ۲۰۰۶ در پانچول اتحادیه آفریقا شد.
در نشست ACRRA در ژوئیه ۲۰۰۳ شورای اتحادیه آفریقا در خصوص رابطه میان اتحادیه آفریقا و جوامع اقتصادی منطقه‌ای اتخاذ کرد این پروتکل درصدد تا هماهنگی‌ها در سیاست را تسهیل کرده و از اجرای معاهده آبوجا و طرح اقدام مطابق چارچوب‌های زمانی مشخص شده اطمینان حاصل کنند.

## چالش‌ها
برخی از همپوشانی‌های عضویت در جوامع اقتصادی منطقه‌ای برای مثال در شرق آفریقا عبارتند از کنیا و اوگاندا که در آن واحد عضوEAC و COMESA هستند در حالیکه تانزانیا به عنوان عضوی از را ترک کرده و در ۲۰۰۱ به پیوست عضویت‌های نامشخص و چندگانه سبب تکرار و بعداً رقابت در فعالیت می‌شود و در عین حال بار سنگینی بر دوش کمیته‌های روابط خارجی کشورها در خصوص پیوستن به حمام این نشست‌ها و ملاقات‌ها می‌باشد که پدیده تأثیر کاسه اسپاگتی معروف است
از این گذشته سازمان‌های اقتصادی منطقه‌ای دیگری نیز وجود دارند که به‌طور رسمی توسط اتحادیه آفریقا به عنوان یک جامعه اقتصادی منطقه شناخته شده‌اند که به شرح زیر است:
1. جامعه پولی و اقتصادی آفریقای مرکزی (CEMAC)
2. اتحادیه پولی و اقتصادی غرب آفریقا (WAEMU/UEMOA)
3. جامعه اقتصادی کشورهای حوزه دریاچه (CEPGL)
4. کمیسیون اقیانوس هند (IOC)
5. اتحادیه گمرکی جنوب آفریقا (SACU)

دیگر ساختارهای همکاریهای منطقه‌ایی الزاماً متوجه هم افزایی اقتصادی نیستند بلکه دارای برخی حاکمیت‌های هم پوشان هستند از جمله:
- موافقتنامه‌های امنیتی و صلح نظیر کنفرانس بین‌المللی در خصوص منطقه حوضه دریاچه (CIRGL/ICGLR)
- موافقتنامه‌های مدیریتی حوزه آبگیر نظیر حاکمیت توسعه حوزه آبگیر سنگال (OMVS)

ظرفیتهای درونی اقتصادی منطقه‌ای با یکدیگر بسیار متفاوت هستند برای مثال (ECOWAS),(SADC) و(EAC) توسعه یافته‌ترین هستند از این گذشته جوامع اقتصادی منطقه‌ای به عنوان بلوک‌های سازنده اتحادیه آفریقا شناخته می‌شوند اما هیچ سند شفافی در خصوص جوامع اقتصادی منطقه‌ای کنونی وجود ندارد که نشان از هدف بلند مدت باردهی آن‌ها برای هم افزایی یا انگیزه سیاسی درونی آن‌ها در خصوص پرداختن به نگرش‌های منطقه‌ای باشد و الزامات اتحادیه وجود ندارد

## سایت‌های جامعه
- Arab Maghreb Union (UMA)
- Common Market for Eastern and Southern Africa (COMESA)
- Community of Sahel- Saharan States بایگانی‌شده  در ۱۸ مارس ۲۰۰۸ توسط Wayback Machine (CEN-SAD)
- East African Community (EAC)
- Economic Community of Central African States (ECCAS)
- Economic Community of West African States (ECOWAS)
- Intergovernmental Authority on Development (IGAD)
- Southern Africa Development Community (SADC)

## سایر پیوندها
- Economic and Monetary Community of Central Africa
- West African Economic and Monetary Union
- International Conference on The Great Lakes Region
- Indian Ocean Commission
- Mano River Union
- Senegal River Basin Development Authority
- Southern African Customs Union